# Randers Dagblad
Randers Dagblad , grundlagt 1874, var et dansk dagblad, der blev udgivet frem til 1976. Avisen blev grundlagt af bogtrykker C.J. Rye, som ligeledes ejede og udgav avisen frem til sin død i 1899. Fra 1899 til 1905 var avisen ejet og udgivet af enkefru Rye og fra 1906 under navnet Randers Dagblad og Folketidende ved Brødrene Rye af stifterens sønner Valdemar Rye og Arnold Rye frem til 1942. Fra 1942 til 1946 var avisen ejet og udgivet af Valdemar Rye. Fra 1946 frem til 1970 blev avisen ejet af et I/S af Valdemar Ryes børn, Axel Rye (redaktør), Otto Rye (bogtrykker), Else Duché (udtrådt 1962) samt Kirsten Hammerich (udtrådt 1958). Fra 1971 til 1976 blev avisen ejet af De Bergske Blade med Knud Mogensen som redaktør.

## Historie
C.J. Rye købte Rasmussens Trykkeri efter at have været i samråd med lokale venstremænd i maj 1873. Hermed startede han sit trykkeri, men havde interesse i nyhedsformidling og grundlagde derfor Randers Dagblad, byens anden avis og dens venstreblad i 1874.
Fra 1890 var Randers Dagblad i stærk konkurrence med Randers Venstreblad, men Randers Dagblad lagde sig i spidsen teknisk med store investeringer. I 1920'erne var Randers Dagblad amtets største avis. I årene op til 1. Verdenskrig var der fremgang hos avisen, som følge af de store tekniske investeringer samtidig med, at de to brødre Rye forvaltede bladet med økonomisk og redaktionel succes og med sans for behovet hos avisens overvejende landbopublikum. 
I 1960'erne kørte avisen med forældet teknik og hovedkonkurrenten Randers Amtsavis truede, samtidig med, at avisen gjorde to større fejlinvesteringer. Først og fremmest købte avisen udgivelsesretten til Grenaa Folketidende, under den opfattelse, at avisen havde flere abonnenter end den reelt havde. Dernæst indkøbte avisen endnu en rotation, som ikke kunne samkøres helt tilfredsstillende med den eksisterende. 
I 1971 fik De Bergske Blade udgivelsesretten til Randers Dagblad, som fortsatte avisen frem til 1976.

## Navnevarianter
- Randers Dagblad og Folketidende (1874-1970)
- Randers Dagblad (1971-1976)